# ذا براكتيس
ذا براكتيس (بالإنجليزية: The Practice)‏ هو مسلسل دراما تم إنتاجه في الولايات المتحدة. بدأ عرضه في سنة 1997 على هيئة الإذاعة الأمريكية. بلغ عدد مواسم المسلسل 8 مواسم، بلغ عدد حلقاته 168 حلقة، وتبلغ مدة الحلقة الواحدة 44 دقيقة. تم بث المسلسل لأول مرة بتاريخ 4 مارس 1997 بينما تم بث آخر حلقة منه بتاريخ 16 مايو 2004. من بطولة ديلان ماكديرموت، ليزا قاي هاميلتون، كامرين مانهايم، كيلي ويليامز، لارا فلين بويل، جيسيكا كابشو، تشيلر لاي ورونا ميترا. فاز المسلسل بعدة جوائز.

## الجوائز
- جائزة إيمي لأفضل مسلسل دراما
- جائزة غولدن غلوب لأفضل مسلسل دراما
- جائزة إدغار
- جائزة بيبودي

## روابط خارجية
- ذا براكتيس على موقع IMDb (الإنجليزية)
- ذا براكتيس على موقع ميتاكريتيك (الإنجليزية)
- ذا براكتيس على موقع الموسوعة البريطانية (الإنجليزية)
- ذا براكتيس على موقع روتن توميتوز (الإنجليزية)
- ذا براكتيس على موقع كينوبويسك (الروسية)
- ذا براكتيس على موقع ألو سيني (الفرنسية)
- ذا براكتيس على موقع قاعدة بيانات الفيلم (الإنجليزية)